# Claus Paarss
Claus Enevold Paarss (také Pors nebo Paars; 18. února 1683, Thy– 26. května 1762, Korsør) byl dánsko-norský voják a jeden z prvních nejvyšších grónských úředníků.

## Životopis
Claus Paarss se narodil v Thy v tehdejším Dánsku a Norsku. Jeho otcem byl Claus Herluf Pors a jeho matkou Dorthe Enevoldsdatter Kaas. Paarss byl v roce 1695 dobrovolníkem. V roce 1702 se stal poddůstojníkem armády. V roce 1709 byl povýšen na praporčíka a v roce 1710 na podporučíka. V roce 1712 se stal válečným zajatcem Švédů v bitvě u Gadebusche. V roce 1718 se stal kapitánem a v roce 1719 velitelem v Trondheimu. V roce 1742 se stal velitelem v Korsøru, o čtyři roky později podplukovníkem a nakonec byl v roce 1758 jmenován plukovníkem.
V roce 1728 byl Paarss jmenován guvernérem Grónska. Zdálo se, že zemi, která byla ve středověku osídlena Islanďany, už Evropané opustili. V roce 1721 se Hans Egede stal prvním Skandinávcem, který po stovkách let vstoupil na území této země, a na příkaz krále Frederika IV. zde začal provádět proselytismus. Jako superintendent byl de facto hlavou státu a církevním správcem ledového území. Paarss nechtěl obrátit Kalaallity na křesťanství, ale chtěl z této země udělat koloniální sídlo bohatých dánských rodin po vzoru francouzských kolonií v Kanadě.
Již během první zimy v Nuuku vypukly ve skupině kurděje a neštovice a mnoho Paarssových společníků zahynulo. Zbytek se začal bouřit, takže se Paarssovi spolu s vojáky nepodařilo prozkoumat a překročit grónský ledový příkrov. Mezitím se uchýlil do druhé trvalé osady Nipisat, na jejímž místě dnes leží Sisimiut. Paarss byl považován za bojovného člověka, který neodmítne sklenku alkoholu. Proto údajně posloužil jako předloha pro románovou postavu Jakuba z Thyboe ve stejnojmenné divadelní hře Ludviga Holberga. Král Frederik IV. zemřel v roce 1730 a jeho syn Kristián VI. nařídil v roce 1731 kolonii opustit, takže se přeživší vrátili do Dánska. Z rozmrzelosti se vzdal svého zájmu o Grónsko a přestěhoval se na farmu v Serreslevu (Vendsyssel). Je považován za toho, kdo vzbudil zájem o Grónsko u Jacoba Severina. Teprve v roce 1782 byli do Grónska opět vysláni dánští správci.
Claus Paarss zemřel 26. května 1762 v Korsøru.

## Rodina
Jeho dědečkem byl překladatel Claus Pors (1616-1660). V roce 1719 se oženil s Else Cathrine Lundovou (1699-1764). Jeho praprababičkou byla Anna Marsvinová, sestra Ellen Marsvinové, královy milenky. Neměl žádné žijící mužské potomky, takže rod vymřel po meči s ním.